# Delanne 11
Dimensions
Le Delanne 11 était un prototype d’avion de tourisme biplace, conçu par Maurice Delanne. De construction mixte (bois et métal), c’était un monoplan à aile basse. Un seul exemplaire fut construit.